# Velleclaire
Velleclaire település Franciaországban, Haute-Saône megyében. Lakosainak száma 101 fő (2022. január 1.). Velleclaire Vantoux-et-Longevelle, Bucey-lès-Gy, Villers-Chemin-et-Mont-lès-Étrelles és Oiselay-et-Grachaux községekkel határos.

## Népesség
A település népessége az elmúlt években az alábbi módon változott:
| Lakosok száma | 111  | 108  | 109  | 109  | 107  | 104  | 102  | 103  | 101  |
|               | 2013 | 2015 | 2016 | 2017 | 2018 | 2019 | 2020 | 2021 | 2022 |